# Creuzier-le-Vieux
 Creuzier-le-Vieux  es una población y comuna francesa, situada en la región de Auvernia, departamento de Allier, en el distrito de Vichy y cantón de Cusset-Nord.

## Demografía
| 1393 | 1535 | 1828 | 2153 | 2751 | 2960 |
| Para los censos de 1962 a 1999 la población legal corresponde a la población sin duplicidades (Fuente: INSEE [Consultar]) |      |      |      |      |      |